# MOSFET-förstärkare

För små signaler är MOSFET-förstärkaren linjär.

MOSFET-Förstärkare. Genom att använda MOSFET-transistorer i utgångssteget fås ett slutsteg som har egenskaper som liknar rörförstärkarens, dvs en mjukare klippning av signalen vid överstyrning.
Faktorer som spelar in när MOSFET väljs:
1. Termisk karakteristik, är självreglerande.
2. Frekvensåtergivning, 30 till 100 gånger snabbare än vanliga transistorer.
3. Okänslighet för överspänning och överström.
4. Hög dämpfaktor medför att utgången tål kortslutning.
5. Enkel kretslösning i jämförelse med vanliga transistorer.
6. Klippningförmåga liknande radiorör  dvs. en mjuk klippning.
7. Hög dämpfaktor - klarar av att driva olika former av laster speciellt i det låga frekvensregistret.